# Підводний комунікаційний кабель

Поперечний розріз сучасного підводного комунікаційного кабелю:
1. Поліетилен;
2. Лавсанова стрічка;
3. Скручений сталевий дріт;
4. Алюмінієва водоізолююча перегородка;
5. Полікарбонат;
6. Мідна чи алюмінієва труба;
7. Вазелін;
8. Оптичні волокна.

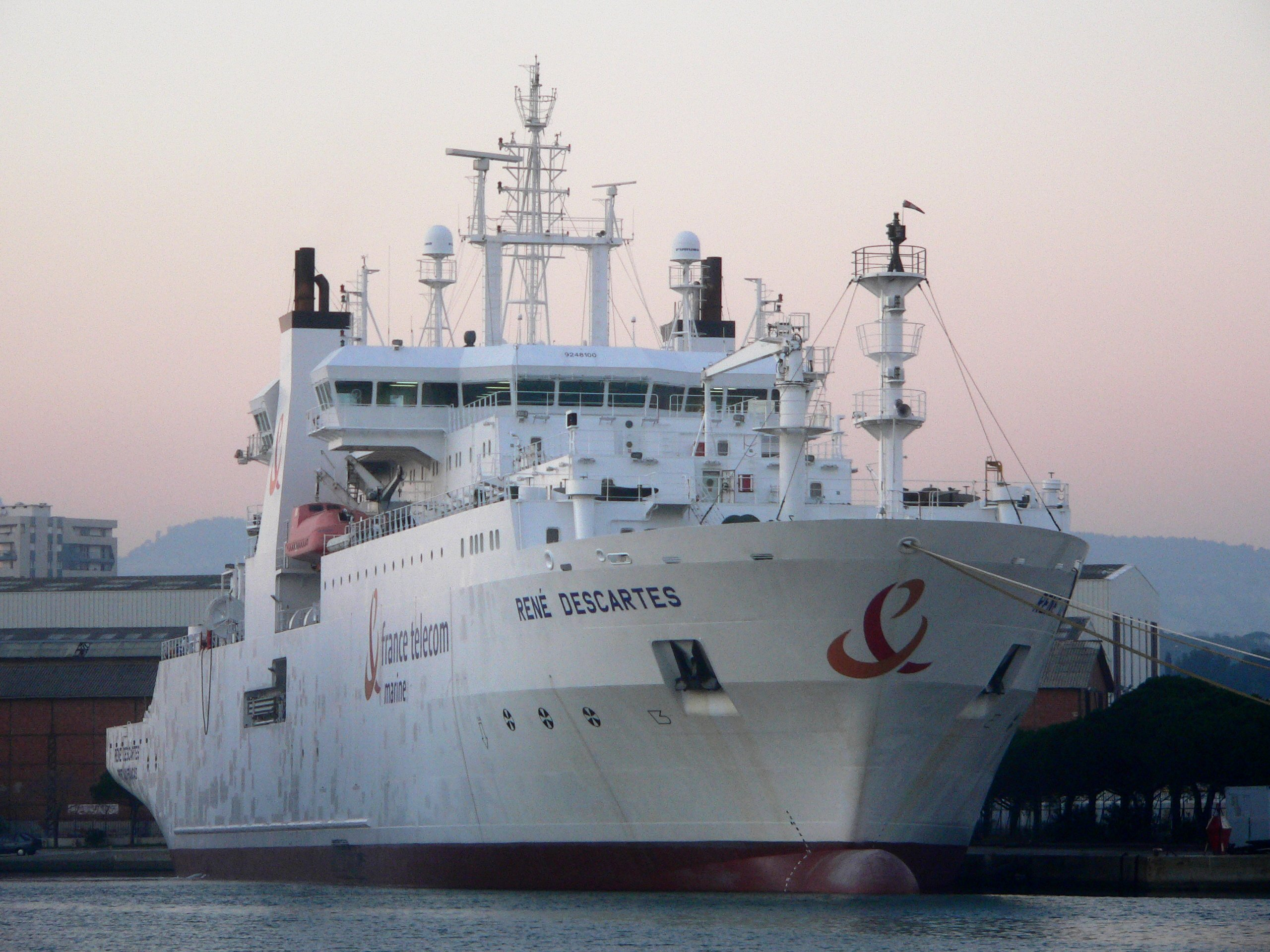
Підводні кабелі прокладаються спеціальними кораблями, такими як зображений René Descartes (Рене Декарт) флоту France Telecom.

Підводний комунікаційний кабель — комунікаційний кабель, який прокладено по морському чи океанічному дну для забезпечення передачі даних. 

## Історія
Перші підводні комунікаційні кабелі були прокладені в 1850-х роках та передавали телеграфні сигнали. Наступні покоління забезпечували телефонний зв'язок, в подальшому — трафік даних, зокрема — Інтернет трафік.
Станом на 2010 рік, підводні комунікаційні кабелі сполучали між собою всі континенти, окрім Антарктиди.
На початок 2024 року у світі нараховувалося 574 діючих і запланованих до прокладання підводних телекомунікаційних кабелів.

## Конструкція
Сучасні підводні комунікаційні кабелі використовують оптоволоконні технології. Волокна, що передають світлові сигнали, завбільшки з діаметр людської волосини. Ці волокна вкриті кількома шарами ізоляції та захисту.
Як правило, сучасні підводні комунікаційні кабелі мають 69 мм у діаметрі. Відрізок кабелю в 1 м має вагу приблизно 10 кг. На глибоководних ділянках використовуються тонші та легші кабелі.
Підводні комунікаційні кабелі розраховані на мінімальний проєктний термін служби в 25 років.

## Експлуатація

### Пропускна здатність
Пропускна здатність підводних комунікаційних кабелів різна. Як правило, новіші кабелі здатні передавати більше даних, ніж кабелі, прокладені 15 років тому. Так, кабель MAREA від компаній Facebook і Microsoft здатен передавати 224 Тбіт/с. Існує потенційна пропускна здатність — загальна кількість пропускної здатності, яка була б можлива, якби власник кабелю встановив все доступне обладнання на кінцях кабелю. І задіяна пропускна здатність — це пропускна здатність, яка фактично передається по кабелю. 

### Пошкодження

#### 2024
4 березня було пошкоджено 4 підводні кабелі на дні Червоного моря. Випадок торкнувся чверті трафіку між країнами Азії та Європи, а також Близького Сходу.
18 листопада кабель передачі даних C-Lion1 довжиною 1173 км, що діяв з 2016 року через Балтійське море між Фінляндією та Німеччиною, було пошкоджено. Кабель пролягає між затокою в Гельсінкі та німецьким Ростоком. Це єдиний телекомунікаційний кабель, що з'єднує Фінляндію та Центральну Європу. Німеччина і Фінляндія почали спільне розслідування.
18 листопада між Литвою та Швецією був пошкоджений підводний кабель у Балтійському морі. Інтернет-зв'язок до Литви забезпечувався трьома кабелями, і через інцидент пропускна здатність інтернету скоротилася на третину. Литва розслідувала інцидент як можливий тероризм.

#### 2025
26 січня, як повідомив суспільний мовник Латвії LSM, підводний оптоволоконний кабель у Балтійському морі, що належить латвійському державному Центру телерадіомовлення (LVRTC), виявився пошкодженим через зовнішній вплив. У зв'язку з інцидентом прем’єр-міністерка країни Евіка Сіліня провела нараду за участю міністрів та керівників відповідних служб. Збройні сили Латвії ідентифікували судно Michalis san, яке прямувало до Росії і може бути причетне до пошкодження підводного кабелю в Балтійському морі, та направили патрульний корабель для його перевірки.
21 лютого, за повідомленням Берегової охорони Швеції, в Балтійському морі стався черговий випадок ймовірного пошкодження підводного кабелю. Новий інцидент стався біля південно-західного узбережжя країни, тобто в районі, де за останні місяці сталася ціла низка аналогічних випадків. Фінська державна телекомунікаційна компанія Cinia заявила, що виявила незначні ушкодження на підводній оптоволоконній лінії C-Lion1, що з'єднує Фінляндію та Німеччину.
25 лютого, згідно повідомлення агентства Reuters, Берегова охорона Тайваню затримала судно Hongtai 168 (держава прапора — Того), яке підозрюється в розриві телекомунікаційного кабелю між островом Пенху та Тайванем. Збій у роботі підводного кабелю стався 25 лютого близько 2:30 (за місцевим часом), про що повідомив оператор зв’язку Chunghwa Telecom. У Береговій охороні Тайваню не виключають, що інцидент міг бути частиною дистабілізаційних дій КНР у регіоні, адже судно Hongtai 168 зареєстроване на громадянина Китаю та мало на борту вісім членів екіпажу, які також є громадянами КНР.
Станом на початок квітня 2025 року, згідно повідомлення Daily Mail, від осені 2023 року у Балтійському морі було пошкоджено 11 підводних  комунікаційних кабелів.

## Перспективи розвитку
8 липня 2024 року, NATO підтримало проєкт, який передбачає перенаправлення підводних кабелів у космос у разі ворожої збройної атаки. Нововведення спрямоване на захист критичної інфраструктури від можливих актів військової агресії. Ініціатива покликана забезпечити безперервність зв’язку та передачі даних навіть у випадку пошкодження або знищення підводних кабелів. Проєкт включає розробку та запуск супутників, які зможуть дублювати функції підводних кабелів, забезпечуючи резервний канал зв’язку.
Станом на грудень 2024 року, американська корпорація Meta Platforms, сервіси якої на даний час вже займають 10 % кабельного і 22 % мобільного трафіку всього світу, повідомила про плани прокладення нового підводного кабелю навколо всієї нашої планети. Оптоволокно буде прокладено на відстань 40 000 км. Отримати свій власний виділений канал для передачі даних Meta планує за допомогою кабелю, який буде прокладено в W-подібній зв’язці: зі східної частини США до Індії, проникаючи по дорозі в Південну Африку, а після Індії він простягнеться до західної частини узбережжя США, не оминувши при цьому Австралію. Раніше Meta Platforms активно інвестувала кошти в кабельні системи і на даний момент їх вже 16, куди входять кабелі 2Africa, які вже оповили африканський континент.